# Éfson
Éfson, nome artístico de Edison Ferreira (Rio de Janeiro, 18 de dezembro de 1944 – Rio de Janeiro, 5 de novembro de 2014) foi um compositor e cantor brasileiro.